# Lökéshullám

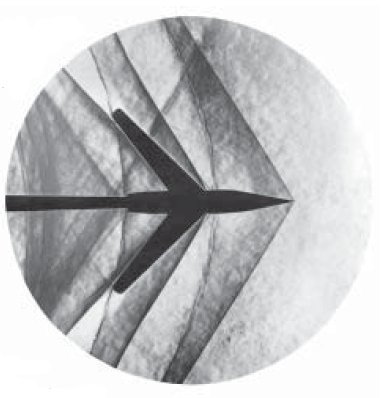
Schlieren-fénykép egy hegyes test körüli szuperszonikus áramlásról. A test több pontján lökéshullám keletkezik, amit a sötétebb árnyalatok jeleznek

A lökéshullám nagy sebességgel áramló gázban keletkező felület, amely mentén a mozgásjellemzők közül legalább egy ugrásszerűen változik.
A Rankine–Hugoniot-egyenlet szerint az erős szakadási felületen áthaladó gáztömeg entrópiája sűrűségének változásával egyidejűleg nem marad változatlan. A Zemplén-tétel értelmében csak olyan erős szakadási felület alakulhat ki, amelyben a lökéshullámon áthaladó gáztömeg sűrűsége nem csökken, vagyis lökéshullám csak kompresszióhullám alakjában jöhet létre. Stacionárius áramlásban a Bernoulli-egyenlettel megegyező alakú összefüggés érvényes, mely szerint a lökéshullámon áthaladó gáztömeg nyugalmi, ún. tartályállapotra vonatkozó „T” hőmérséklete és „v” hangsebessége nem változik.
A lökéshullám két oldalán a tangenciális, a szakadási felület irányába mutató sebességek egyenlő nagyságúak. Az olyan sík szakadási felületet, melynek normálisa nem párhuzamos az áramlási sebességgel, ferde lökéshullámnak nevezik. Ha a szakadási felület merőlegesen áll az áramlási felületre, merőleges lökéshullámról beszélünk. A ferde lökéshullámok mögött a sebesség hangsebességnél nagyobb marad, míg a merőleges lökéshullámok után a gázsebesség hangsebesség alattivá csökken.
Hegyes testek előtt többnyire olyan ferde lökéshullámok keletkeznek, amelyeknek a test tengelyéhez viszonyított hajlásszöge a Mach-szöggel megegyező értékű. Tompa testek előtt olyan merőleges lökéshullám alakul ki, amely a testről leválik. Ezt lekapcsolt lökéshullámnak vagy fejhullámnak nevezik.
A nagy sebességgel repülő légi eszközök és elemeik környezetében kialakuló lökéshullám-rendszereknek igen fontos szerepük van a légi eszközök aerodinamikájában.

## Külső hivatkozások
- Ferde lökéshullámok Archiválva 2020. augusztus 18-i dátummal a Wayback Machine-ben